# Neřízené střely
Neřízené střely (v originále Mine vaganti) je italský hraný film z roku 2010, který režíroval Ferzan Özpetek podle vlastního scénáře. Film popisuje osudy italské středostavovské rodiny, která se vyrovnává s homosexualitou svého syna. Snímek měl světovou premiéru na Berlinale dne 13. února 2010.

## Děj
Vincenzo Cantone je hlavou buržoazní rodiny ve městě Lecce, vlastnící továrnu na výrobu těstovin. Nejmladší syn Tommaso studuje v Římě a přijíždí na rodinné setkání s úmyslem sdělit otci, že je gay. Počítá s tím, že ho otec vydědí a on se nebude muset starat o rodinnou továrnu. Rodině také ještě neřekl, že nestuduje ekonomii, ale literaturu a napsal svůj první román. O svém plánu řekne svému staršímu bratru Antoniovi, který prozatím vede továrnu v otcově zastoupení. Na večeři jsou přítomni i členové rodiny Brunetti, kteří mají zájem o vstup do rodinného podniku. Když se Tommaso odhodlá k proslovu, přeruší ho Antonio a řekne všem o své vlastní homosexualitě. Otec Antonia vyžene z domu a poté dostane infarkt. V nemocnici mu Tommaso musí slíbit, že převezme továrnu místo Antonia. Otec po návratu z nemocnice propadne depresím a nevychází z domu. Tommaso tedy zůstává a jeho přítel Marco s přáteli za ním přijedou na návštěvu. Po jejich odjezdu Tommaso sdělí příbuzným, že nestuduje ekonomii, ale píše romány a chce se stát spisovatelem. Když zemře Tommasova babička, otec se na jejím pohřbu udobří se svým synem Antoniem.

## Obsazení
| Riccardo Scamarcio  | Tommaso Cantone         |
| Nicole Grimaudo     | Alba Brunetti           |
| Alessandro Preziosi | Antonio Cantone         |
| Lunetta Savino      | Stefania Cantone        |
| Ennio Fantastichini | Vincenzo Cantone        |
| Elena Sofia Ricci   | Luciana Cantone         |
| Ilaria Occhini      | babička                 |
| Massimiliano Gallo  | Salvatore, manžel Eleny |
| Matteo Taranto      | Domenico                |
| Carmine Recano      | Marco                   |
| Gianluca De Marchi  | Davide                  |
| Mauro Bonaffini     | Massimiliano            |